# Giovanni Benedetti (vescovo di Treviso)
Giovanni Benedetti (Venezia, 1370 circa – Bologna, 14 aprile 1437) è stato un vescovo cattolico italiano.

## Biografia
Di famiglia patrizia, in giovane età fu affascinato dalla predicazione del beato Giovanni Dominici e ne divenne discepolo. Quando il maestro ottenne di riaprire l'antico convento di San Domenico per istituirvi una comunità di frati predicatori, vi entrò a far parte.
Concluso il noviziato, il Benedetti si dedicò lui stesso alla predicazione e alle opere caritatevoli (specialmente nel corso della pestilenza del 1397), guadagnandosi la stima dei Veneziani. Poco dopo si recò a Colonia dove incontrò il generale dell'ordine Raimondo da Capua per riferirgli i progressi dei predicatori in Italia.
Nell'agosto del 1400 papa Bonifacio IX lo nominava patriarca di Grado, ma il Benedetti, nonostante le insistenze del Dominici, rifiutò. Non sono chiari i motivi di questa decisione, ma da una lettera di Ruggero Contarini al fratello Giovanni apprendiamo della sua intenzione a mantenersi povero e umile.
Nel 1403 fu creato priore ai Santi Giovanni e Paolo e lo fu almeno sino al 1405. In quell'anno andò a Roma a spese del Consiglio dei Dieci per farsi assolvere da una scomunica (aveva indotto un nobile veneto a svelare una congiura).
Tra il 1405 e il 1409 si candidò più volte per farsi eleggere vescovo dal Senato, ma non ebbe mai successo. Nel 1409 dovette lasciare Venezia in quanto il governo aveva riconosciuto l'antipapa Alessandro V, mentre lui, sull'esempio del Dominici, era rimasto fedele a papa Gregorio XII. Presenziò poi al concilio di Costanza, probabilmente al seguito del Dominici.
Dopo l'ascesa di Martino V e la ricomposizione dello scisma d'Occidente, il Senato lo elesse, con il consenso del papa, vescovo di Treviso (8 marzo 1418).
Resse la diocesi con energia e rigore, coerentemente con i suoi forti principi morali e in linea con le costituzioni sinodali emanate nel 1422. Oltre alle numerose visite pastorali, va ricordata la sua azione contro i sacerdoti concubinari i quali, riunitisi ad Istrana, inviarono una lettera di protesta al doge Tommaso Mocenigo che, a sua volta, invitò il vescovo alla moderazione, giustificando la debolezza della natura umana. Fu in conflitto anche con i canonici della cattedrale sin quando, nel 1432, il cardinale Antonio Correr riformò gli statuti del capitolo.
Verso la fine della sua esistenza ebbe anche alcuni incarichi diplomatici. Nel 1428 testimoniò alla pace di Ferrara tra la lega antiviscontea e il Ducato di Milano. Con l'elezione del veneziano Eugenio IV fu nominato uditore papale e quindi nunzio apostolico presso la Serenissima. Nell'agosto 1435 si recò a Firenze come testimone dell'accordo tra il pontefice e Filippo Maria Visconti. Un mese dopo tornava a Venezia per informarsi per conto del papa se la Repubblica fosse interessata a un'intesa con Milano per favorire Renato d'Angiò nella successione al Regno di Napoli (ebbe risposta negativa). Nel dicembre dello stesso anno era ancora in Laguna visto che il governo veneziano apprendeva da lui la notizia che Alfonso d'Aragona voleva portarsi a Firenze per parlare con il papa.
Morì a Bologna mentre lavorava al concilio. Il suo successore sulla cattedra trevigiana, Ludovico Barbo venne nominato già il giorno successivo.